# Martin Buckmaster (3e vicomte Buckmaster)
Pour les articles homonymes, voir Buckmaster.
Martin Stanley Buckmaster, 3e vicomte Buckmaster (11 avril 1921 - 8 juin 2007) est un diplomate britannique. Il siège comme Crossbencher de la Chambre des lords de 1974 à 1999.

## Biographie
Buckmaster est le fils aîné d'Owen Buckmaster, 2e vicomte Buckmaster, avocat et souscripteur du Lloyd's, et de sa première épouse, Joan Simpson. Son grand-père est Stanley Buckmaster (1er vicomte Buckmaster), avocat et député libéral qui est solliciteur général d'Angleterre et du Pays de Galles de 1913 à 1915 et est créé 1er vicomte Buckmaster en 1915 lorsqu'il devient Lord grand chancelier.
Buckmaster fait ses études à Stowe School. Au déclenchement de la Seconde Guerre mondiale, il rejoint le Royal Sussex Regiment directement après l'école. Après avoir reçu sa commission en août 1940, il sert au Moyen-Orient et obtient le grade honorifique de capitaine lorsqu'il renonce à sa commission en juin 1953.
Buckmaster est démobilisé en 1946 et rejoint le ministère des Affaires étrangères, utilisant à bon escient son expérience du Moyen-Orient. Il est officier politique à Abu Dhabi de 1955 à 1958, puis premier secrétaire à l'ambassade britannique en Libye jusqu'en 1963. Après avoir servi à Bahreïn, il part à Kampala pour devenir premier secrétaire en Ouganda de 1969 à 1971. Il sert ensuite à Beyrouth et au Yémen, prenant sa retraite en 1981. Il est nommé Officier de l'Ordre de l'Empire britannique (OBE) lors de l'anniversaire de 1979.
Il devient vicomte Buckmaster à la mort de son père en 1974, son père ayant hérité du titre en 1934. Il siège comme Crossbencher de la Chambre des lords, s'exprimant principalement sur des questions relatives au Moyen-Orient. Il est vice-président du Conseil pour l'avancement de la compréhension arabo-britannique.
Chrétien engagé, il s'est également exprimé sur des questions de moralité publique. Il est un membre de la Campagne de Famille Conservatrice et un mécène du Christian Broadcasting Council.
Il est remplacé à la vicomté par son neveu, Adrian Buckmaster, fils de son jeune frère, Colin John Buckmaster.